# Dr. Disk
Dr. Disk je program na údržbu disket pro počítače Sinclair ZX Spectrum a kompatibilní (například Didaktik) s připojenou disketovou jednotkou Didaktik 40 nebo Didaktik 80 a pro počítač Didaktik Kompakt. Jedná se o program českého původu, autorem je Jiří Koudelka, který program napsal pod přezdívkou George K. Vydavatelem programu byla společnost Proxima - Software v. o. s., program byl vydán v roce 1994.
Program umožňuje provádět s disketou následující operace:
- kontrola systémových oblastí diskety,
- ověření, zda jméno diskety neobsahuje nedovolené znaky,
- ověření přítomnosti systémové značky na disketě,
- ověření kontrolního součtu diskety (stejným způsobem jako program File Manager),
- kontrola zda je počet stop a počet sektorů diskety v takovém rozsahu, aby s takovou disketou byl M-DOS schopen pracovat,
- kontrola logické struktury disku a struktury adresáře,
- kontrola vadných sektorů,
- oprava názvů souborů, odstranění souborů s duplicitními názvy,
- setřídění adresáře diskety,
- editace jednotlivých sektorů,
- zobrazení obsahu sektorů textově nebo graficky,
- vyhledávání zvolené posloupnosti.

Program je možné přizpůsobit, dané nastavení je možné uložit na disketu.